# Wkład koronowo-korzeniowy
Wkład koronowo-korzeniowy – rodzaj uzupełnienia protetycznego wzmacniający korzeń zęba oraz odbudowujący utraconą koronę zęba. Występuje najczęściej w postaci metalowego sztyftu umieszczonego w korzeniu zęba, na który następnie zakładana jest korona protetyczna.
Zbudowany jest z:
- części korzeniowej – umieszczanej w kanale korzenia
- części koronowej – wystającej ponad nią, na której umieszczona będzie korona.

Wkład koronowo-korzeniowy może być wykonany ze stopów stali, złota, włókna szklanego, bądź tlenku cyrkonu.
Możliwość zastosowania wkładu koronowo-korzeniowego jest często jedynym wyjściem pozwalającym na odbudowę bardzo zniszczonej, bądź złamanej korony zęba. Stan korzenia nie zawsze jednak na to pozwala, dlatego stomatolog za każdym razem wykonuje zdjęcie rentgenowskie i na jego podstawie kwalifikuje korzeń do odbudowy protetycznej. Korzeń powinien mieć odpowiednią długość oraz być prawidłowo przeleczony kanałowo.
Zacementowany wkład służy następnie jako filar do umieszczenia korony protetycznej, bądź mostu.